# 한울소재과학
한울소재과학(HanWool Materials Science, Inc.)는 대한민국의 기업이다. 본사는 경기도 성남시 분당구 판교로 255, E동 301호 (삼평동, 판교이노밸리)에 위치해 있으며 대표이사는 하준호이다.

 2024년 텔레필드에서 현재의 사명으로 변경하였다 2025년 적대적 M&A를 막고 경영권을 방어하기 위해 황금낙하산 조항을 신설하였다.

## 사업
- 광전송장비 연구개발 및 제조, 판매
- 접속망 관련 기술 개발
- 네트워크 장비 제조

## 종속기업
- (주)썬웨이브텍

## 상장
2008년 2월 1일에 공모가 5,000원에 코스닥 시장에 상장하였다.

## 참고문헌
1. ↑  대상홀딩스우·와이더플래닛·텔레필드 흔들, 핀포인트뉴스, 2023.12.26
2. ↑  통신장비 업계 '투자주의보'...텔레필드, 실적 무관 주가 급등 6일째, 디일렉, 2023년 12월 6일
3. ↑  텔레필드, -5.01% 상승폭 확대, 조선비즈, 2023.12.22
4. ↑  윤상호, 텔레필드, 사명 '한울소재과학'으로 변경…하준호 대표 신규 선임, 디엘렉, 2024년 1월 25일
5. ↑  한울소재과학, '황금낙하산' 조항 신설…'적대적 M&A' 대비 블로터 2025-03-18